# Conclave del 1721
Il conclave del 1721 venne convocato a seguito della morte del papa Clemente XI e si concluse con l'elezione del papa Innocenzo XIII.

## Situazione generale
All'apertura del conclave, il 31 marzo 1721, il collegio cardinalizio apparve diviso in quattro fazioni, due politiche e due ecclesiastiche. La fazione imperiale, quella più forte, era guidata dal cardinale Michele Federico Althann e aveva una forza stimata fra i venti e i venticinque voti. Essa rappresentava gli interessi di Carlo VI d'Asburgo.
La fazione dei Borbone, il gruppo dei cardinali che difendevano gli interessi delle due potenze cattoliche governate dai Borbone, Francia e Spagna, includeva undici o dodici cardinali. Essa rappresentava gli interessi di Luigi XV di Francia e di Filippo V di Spagna.
La fazione clementina, guidata dal nipote del papa Clemente XI, il cardinale Annibale Albani, era il gruppo di cardinali creati da suo zio. Il loro numero è stato stimato fra otto e quindici. Infine la fazione degli "zelanti", costituita dai cardinali che si opponevano all'influenza laica sulla Chiesa. Il loro capogruppo era Carlo Agostino Fabroni e si stimava potesse muovere fra i sei e i dodici voti.
Ci si aspettava che le due fazioni ecclesiastiche, i clementini e gli zelanti, avrebbero unito le loro forze durante il conclave. Circa trenta cardinali vennero considerati papabili, ma fra di loro Francesco Pignatelli venne ritenuto come il grande favorito. Era sostenuto dall'Austria e aveva molti amici fra gli zelanti. Altri candidati con buone possibilità di elezione erano Lorenzo Corsini, Sebastiano Antonio Tanara, Benedetto Pamphilj, Gianfrancesco Barbarigo e Marco Antonio Gozzadini.
Due problemi impedivano di raggiungere il plenum del collegio cardinalizio: 
- I cardinali Giulio Alberoni e Louis-Antoine de Noailles, erano scomunicati. Si decise, tuttavia, di farli partecipare ugualmente al conclave. Noailles, però, scelse di non partecipare a causa dell'età avanzata e delle cattive condizioni di salute;
- Il cardinale Pietro Ottoboni non era ancora stato ordinato neanche sacerdote. Tuttavia gli fu consentito di partecipare alle votazioni.

Il cardinale Annibale Albani cercò di ottenere una rapida elezione del suo candidato, Fabrizio Paolucci. Nel primo scrutinio, svoltosi la mattina del 1º aprile, Paolucci ricevette otto voti diretti e altri due di accessus, per un totale di quindi dieci voti. Nel secondo scrutinio, la sera dello stesso giorno, a Paolucci mancarono solo tre voti per essere eletto. In quel momento, però il cardinale della corona Althann rese noto che, avvalendosi dell'antico ius exclusivae, Carlo VI d'Asburgo aveva deciso di porre il veto contro di lui, il quale perse tutti i propri voti.
Nel mese di aprile vennero proposti diversi candidati, fra i quali Gozzadini e Cornaro, ma nessuno di loro fu in grado di raggiungere risultati significativi. Alla fine del mese fu evidente che le migliori possibilità per l'elezione erano per il cardinale Michelangelo de' Conti, proposto dalla fazione francese. Il 25 aprile Conti ottenne sette voti. La fazione imperiale, tuttavia, sperava ancora nell'elezione del suo principale candidato, Francesco Pignatelli, e avrebbe votato per Conti solo in ultima istanza. Quando Pignatelli sfiorò l'elezione, il 1º maggio, il cardinale della corona spagnola fece però sapere che Filippo V di Spagna aveva posto il veto contro di lui.
Il crollo di Pignatelli fu decisivo: la fazione imperiale, ammettendo l'impossibilità di eleggere il suo candidato, decise di votare a favore di Conti. Nei giorni successivi la fazione curiale promise anch'essa il proprio sostegno al cardinale Conti. La mattina dell'8 maggio 1721, al 75º scrutinio, il cardinale Michelangelo de' Conti venne eletto papa ricevendo 54 voti su 55. L'unico voto contrario fu il suo, che lo diede a Sebastiano Antonio Tanara. Conti assunse il nome di Innocenzo XIII in onore del papa Innocenzo III, anch'egli della famiglia Conti.

## Collegio cardinalizio all'epoca del conclave

### Presenti in conclave
| Nome                                             | Paese                      | Titolo                                                      | Ruolo | Nascita    | Concistoro | Creato da            |
| ------------------------------------------------ | -------------------------- | ----------------------------------------------------------- | --- | ---------- | ---------- | -------------------- |
| Sebastiano Antonio Tanara                        | Stato Pontificio           | Cardinale vescovo di Ostia e Velletri                       | Prefetto della Congregazione dell'immunità ecclesiastica; Decano del Collegio cardinalizio                                                                                                | 10/04/1650 | 12/12/1695 | papa Innocenzo XII   |
| Vincenzo Maria Orsini, O.P.                      | Regno di Napoli            | Cardinale vescovo di Porto e Santa Rufina                   | Arcivescovo metropolita di Benevento; Sottodecano del Collegio cardinalizio | 02/02/1649 | 22/02/1672 | papa Clemente X      |
| Francesco del Giudice                            | Regno di Napoli            | Cardinale vescovo di Frascati                               | Arcivescovo metropolita di Monreale; Segretario della Congregazione della romana e universale Inquisizione                                                                                | 07/12/1647 | 13/02/1690 | papa Alessandro VIII |
| Fabrizio Paolucci                                | Stato Pontificio           | Cardinale vescovo di Albano                                 | Penitenziere maggiore; Pro-prefetto della Congregazione dei riti | 02/04/1651 | 22/07/1697 | papa Innocenzo XII   |
| Francesco Pignatelli, C.R.                       | Regno di Napoli            | Cardinale vescovo di Sabina                                 | Arcivescovo metropolita di Napoli | 06/02/1652 | 17/12/1703 | papa Clemente XI     |
| Francesco Barberini                              | Stato Pontificio           | Cardinale vescovo di Palestrina                             | Prefetto della Congregazione delle acque; Abate commendatario di Subiaco | 12/11/1662 | 13/11/1690 | papa Alessandro VIII |
| Giacomo Boncompagni                              | Stato Pontificio           | Cardinale presbitero di Santa Maria in Via                  | Arcivescovo metropolita di Bologna | 15/05/1652 | 12/12/1695 | papa Innocenzo XII   |
| Giuseppe Sacripante                              | Stato Pontificio           | Cardinale presbitero di Santa Prassede                      | Pro-datario di Sua Santità; Prefetto della Congregazione di Propaganda Fide | 19/03/1642 | 12/12/1695 | papa Innocenzo XII   |
| Giorgio Corner                                   | Repubblica di Venezia      | Cardinale presbitero dei Santi XII Apostoli                 | Arcivescovo-vescovo di Padova | 01/08/1658 | 22/07/1697 | papa Innocenzo XII   |
| Lorenzo Corsini                                  | Granducato di Toscana      | Cardinale presbitero di San Pietro in Vincoli               | Tesoriere generale emerito della Camera apostolica | 07/04/1652 | 17/05/1706 | papa Clemente XI     |
| Francesco Acquaviva d'Aragona                    | Regno di Napoli            | Cardinale presbitero di Santa Cecilia                       | Nunzio apostolico emerito in Spagna | 04/10/1665 | 17/05/1706 | papa Clemente XI     |
| Tommaso Ruffo                                    | Regno di Napoli            | Cardinale presbitero di Santa Maria in Trastevere           | Arcivescovo-vescovo di Ferrara | 15/09/1663 | 17/05/1706 | papa Clemente XI     |
| Orazio Filippo Spada                             | Repubblica di Lucca        | Cardinale presbitero di Sant'Onofrio                        | Arcivescovo-vescovo di Osimo | 23/12/1659 | 17/05/1706 | papa Clemente XI     |
| Filippo Antonio Gualterio                        | Stato Pontificio           | Cardinale presbitero di San Crisogono                       | Arcivescovo-vescovo emerito di Todi | 24/03/1660 | 17/05/1706 | papa Clemente XI     |
| Giuseppe Vallemani                               | Stato Pontificio           | Cardinale presbitero di Santa Maria degli Angeli            | Prefetto emerito del Palazzo Apostolico | 09/06/1648 | 17/05/1706 | papa Clemente XI     |
| Giandomenico Paracciani                          | Stato Pontificio           | Cardinale presbitero di Sant'Anastasia                      | Vicario generale di Sua Santità per la diocesi di Roma; Prefetto della Congregazione dei vescovi e regolari                                                                               | 06/08/1646 | 17/05/1706 | papa Clemente XI     |
| Carlo Agostino Fabroni                           | Granducato di Toscana      | Cardinale presbitero di Sant'Agostino                       | Prefetto della Congregazione dell'Indice dei libri proibiti | 28/08/1651 | 17/05/1706 | papa Clemente XI     |
| Pietro Priuli                                    | Repubblica di Venezia      | Cardinale presbitero di San Marco                           | Vescovo di Bergamo | 14/05/1669 | 17/05/1706 | papa Clemente XI     |
| Michelangelo Conti                               | Stato Pontificio           | Cardinale presbitero dei Santi Quirico e Giulitta           | Prefetto della Congregazione dei confini | 13/05/1655 | 07/06/1706 | papa Clemente XI     |
| Ulisse Giuseppe Gozzadini                        | Stato Pontificio           | Cardinale presbitero di Santa Croce in Gerusalemme          | Arcivescovo-vescovo di Imola | 10/10/1650 | 15/04/1709 | papa Clemente XI     |
| Lodovico Pico della Mirandola                    | Ducato di Modena e Reggio  | Cardinale presbitero di San Silvestro in Capite             | Arcivescovo-vescovo di Senigallia | 09/12/1668 | 18/05/1712 | papa Clemente XI     |
| Gianantonio Davia                                | Stato Pontificio           | Cardinale presbitero di San Callisto                        | Arcivescovo-vescovo di Rimini | 23/10/1660 | 18/05/1712 | papa Clemente XI     |
| Agostino Cusani                                  | Ducato di Milano           | Cardinale presbitero di Santa Maria del Popolo              | Arcivescovo-vescovo di Pavia | 20/10/1655 | 18/05/1712 | papa Clemente XI     |
| Giulio Piazza                                    | Stato Pontificio           | Cardinale presbitero di San Lorenzo in Panisperna           | Arcivescovo-vescovo di Faenza | 13/03/1663 | 18/05/1712 | papa Clemente XI     |
| Antonio Felice Zondadari                         | Ducato di Siena            | Cardinale presbitero di Santa Balbina                       | Nunzio apostolico emerito in Spagna | 13/12/1665 | 18/05/1712 | papa Clemente XI     |
| Giovanni Battista Bussi                          | Stato Pontificio           | Cardinale presbitero di Santa Maria in Ara Coeli            | Arcivescovo-vescovo di Ancona e Numana | 31/03/1656 | 18/05/1712 | papa Clemente XI     |
| Pier Marcellino Corradini                        | Stato Pontificio           | Cardinale presbitero di San Giovanni a Porta Latina         | Prefetto della Congregazione del concilio | 02/06/1658 | 18/05/1712 | papa Clemente XI     |
| Armand-Gaston-Maximilien de Rohan-Soubise        | Regno di Francia           | Cardinale presbitero                                        | Principe-vescovo di Strasburgo; Grande elemosiniere di Francia | 26/06/1674 | 18/05/1712 | papa Clemente XI     |
| Wolfgang Hannibal von Schrattenbach              | Arciducato d'Austria       | Cardinale presbitero di San Marcello                        | Principe-vescovo di Olomouc | 12/09/1660 | 18/05/1712 | papa Clemente XI     |
| Giovanni Battista Tolomei, S.I.                  | Granducato di Toscana      | Cardinale presbitero di Santo Stefano al Monte Celio        | Camerlengo del Collegio cardinalizio | 03/12/1653 | 18/05/1712 | papa Clemente XI     |
| Benedetto Erba-Odescalchi                        | Ducato di Milano           | Cardinale presbitero dei Santi Nereo e Achilleo             | Arcivescovo metropolita di Milano | 07/08/1679 | 30/01/1713 | papa Clemente XI     |
| Henri-Pons de Thiard de Bissy                    | Regno di Francia           | Cardinale presbitero                                        | Vescovo di Meaux | 25/05/1657 | 29/05/1715 | papa Clemente XI     |
| Innico Caracciolo                                | Regno di Napoli            | Cardinale presbitero di San Tommaso in Parione              | Vescovo di Aversa | 09/07/1642 | 29/05/1715 | papa Clemente XI     |
| Bernardino Scotti                                | Ducato di Milano           | Cardinale presbitero di San Pietro in Montorio              | Prefetto del Supremo tribunale della Segnatura di giustizia | 06/10/1656 | 29/05/1715 | papa Clemente XI     |
| Niccolò Caracciolo                               | Regno di Napoli            | Cardinale presbitero dei Santi Silvestro e Martino ai Monti | Arcivescovo metropolita di Capua | 08/11/1658 | 16/12/1715 | papa Clemente XI     |
| Giambattista Patrizi                             | Ducato di Siena            | Cardinale presbitero dei Santi Quattro Coronati             | Legato apostolico di Ferrara | 24/12/1658 | 16/12/1715 | papa Clemente XI     |
| Nicola Gaetano Spinola                           | Repubblica di Genova       | Cardinale presbitero di San Sisto                           | Uditore generale emerito della Camera apostolica | 20/02/1659 | 16/12/1715 | papa Clemente XI     |
| Giberto Borromeo                                 | Ducato di Milano           | Cardinale presbitero dei Santi Bonifacio e Alessio          | Vescovo di Novara | 12/09/1671 | 15/03/1717 | papa Clemente XI     |
| Imre Csáky                                       | Regno d'Ungheria           | Cardinale presbitero di Sant'Eusebio                        | Arcivescovo metropolita di Kalocsa e Bács; Amministratore apostolico di Gran Varadino | 28/10/1672 | 12/07/1717 | papa Clemente XI     |
| Giorgio Spinola                                  | Repubblica di Genova       | Cardinale presbitero di Sant'Agnese fuori le mura           | Nunzio apostolico emerito in Austria | 06/06/1667 | 29/11/1719 | papa Clemente XI     |
| Cornelio Bentivoglio                             | Stato Pontificio           | Cardinale presbitero di San Girolamo dei Croati             | Legato apostolico di Romagna | 27/03/1668 | 29/11/1719 | papa Clemente XI     |
| Thomas Philip Wallrad d'Alsace-Boussut de Chimay | Paesi Bassi austriaci      | Cardinale presbitero pro hac vice di San Cesareo in Palatio | Arcivescovo metropolita di Malines | 12/11/1679 | 29/11/1719 | papa Clemente XI     |
| Gianfrancesco Barbarigo                          | Repubblica di Venezia      | Cardinale presbitero dei Santi Marcellino e Pietro          | Vescovo di Brescia | 29/04/1658 | 29/11/1719 | papa Clemente XI     |
| Mihály Frigyes von Althan                        | Corona di Boemia           | Cardinale presbitero di Santa Sabina                        | Vescovo-conte di Vác; Ambasciatore imperiale presso la Santa Sede | 20/07/1682 | 29/11/1719 | papa Clemente XI     |
| Giovanni Battista Salerni, S.I.                  | Regno di Napoli            | Cardinale presbitero di Santa Prisca                        | Teologo gesuita | 24/06/1671 | 29/11/1719 | papa Clemente XI     |
| Juan Álvaro Cienfuegos Villazón, S.I.            | Regno di Spagna            | Cardinale presbitero                                        | Vescovo di Catania | 27/02/1657 | 30/09/1720 | papa Clemente XI     |
| Benedetto Pamphilj, O.S.Io.Hieros.               | Stato Pontificio           | Cardinale diacono di Santa Maria in Via Lata                | Gran priore di Roma del Sovrano Militare Ordine di Malta; Cardinale protodiacono; Arciprete della Basilica di San Giovanni in Laterano; Archivista e bibliotecario di Santa Romana Chiesa | 25/04/1653 | 01/09/1681 | papa Innocenzo XI    |
| Pietro Ottoboni                                  | Repubblica di Venezia      | Cardinale diacono pro hac vice di San Lorenzo in Damaso     | Vice-cancelliere di Santa Romana Chiesa; Arciprete della Basilica di Santa Maria Maggiore                                                                                                 | 02/07/1667 | 07/11/1689 | papa Alessandro VIII |
| Giuseppe Renato Imperiali                        | Regno di Napoli            | Cardinale diacono pro hac vice di San Giorgio in Velabro    | Prefetto della Congregazione della disciplina dei regolari; Prefetto della Congregazione del buon governo                                                                                 | 01/05/1651 | 13/02/1690 | papa Alessandro VIII |
| Lorenzo Altieri                                  | Stato Pontificio           | Cardinale diacono di Sant'Agata alla Suburra                | Legato apostolico emerito di Urbino | 10/06/1671 | 13/11/1690 | papa Alessandro VIII |
| Carlo Colonna                                    | Stato Pontificio           | Cardinale diacono di Sant'Angelo in Pescheria               | Prefetto emerito del Palazzo Apostolico | 17/11/1665 | 17/05/1706 | papa Clemente XI     |
| Annibale Albani                                  | Stato Pontificio           | Cardinale diacono di Santa Maria in Cosmedin                | Arciprete della Basilica di San Pietro in Vaticano; Presidente della Fabbrica di San Pietro; Camerlengo di Santa Romana Chiesa                                                            | 15/08/1682 | 23/12/1711 | papa Clemente XI     |
| Curzio Origo                                     | Stato Pontificio           | Cardinale diacono di Sant'Eustachio                         | Legato apostolico di Bologna | 09/03/1661 | 18/05/1712 | papa Clemente XI     |
| Damian Hugo von Schönborn-Buchheim               | Elettorato di Magonza      | Cardinale diacono                                           | Principe-vescovo di Spira; Principe-prevosto di Weißenburg | 19/09/1676 | 30/01/1713 | papa Clemente XI     |
| Fabio degli Abati Olivieri                       | Stato Pontificio           | Cardinale diacono dei Santi Vito, Modesto e Crescenzia      | Segretario dei Brevi apostolici | 29/04/1658 | 06/05/1715 | papa Clemente XI     |
| Giulio Alberoni                                  | Ducato di Parma e Piacenza | Cardinale diacono                                           | Vescovo di Malaga | 21/05/1664 | 12/07/1717 | papa Clemente XI     |

### Assenti in conclave
| Nome                                      | Paese                             | Titolo                                            | Ruolo | Nascita    | Concistoro | Creato da          |
| ----------------------------------------- | --------------------------------- | ------------------------------------------------- | --- | ---------- | ---------- | ------------------ |
| Galeazzo Marescotti                       | Stato Pontificio                  | Cardinale presbitero di San Lorenzo in Lucina     | Cardinale protopresbitero; Segretario emerito della Congregazione della romana e universale Inquisizione | 01/10/1627 | 27/05/1675 | papa Clemente X    |
| Louis-Antoine de Noailles                 | Regno di Francia                  | Cardinale presbitero di Santa Maria sopra Minerva | Arcivescovo metropolita di Parigi                                                                        | 27/05/1651 | 21/06/1700 | papa Innocenzo XII |
| Lorenzo Maria Fieschi                     | Repubblica di Genova              | Cardinale presbitero di Santa Maria della Pace    | Arcivescovo metropolita di Genova                                                                        | 21/05/1642 | 17/05/1706 | papa Clemente XI   |
| Christian August von Sachsen-Zeitz        | Principato Elettorale di Sassonia | Cardinale presbitero                              | Arcivescovo metropolita di Esztergom; Vescovo-conte di Győr; Prevosto della cattedrale di Colonia        | 09/10/1666 | 17/05/1706 | papa Clemente XI   |
| Nuno da Cunha e Ataíde                    | Regno del Portogallo              | Cardinale presbitero                              | Inquisitore generale del Portogallo                                                                      | 08/12/1664 | 18/05/1712 | papa Clemente XI   |
| Léon Potier de Gesvres                    | Regno di Francia                  | Cardinale presbitero                              | Arcivescovo metropolita di Bourges                                                                       | 16/08/1656 | 29/11/1719 | papa Clemente XI   |
| François de Mailly                        | Regno di Francia                  | Cardinale presbitero                              | Arcivescovo metropolita di Reims                                                                         | 04/03/1658 | 29/11/1719 | papa Clemente XI   |
| Luis Antonio Belluga y Moncada, C.O.      | Regno di Spagna                   | Cardinale presbitero                              | Vescovo di Cartagena                                                                                     | 30/11/1662 | 29/11/1719 | papa Clemente XI   |
| José Pereira de Lacerda                   | Regno del Portogallo              | Cardinale presbitero                              | Vescovo di Faro                                                                                          | 07/06/1662 | 29/11/1719 | papa Clemente XI   |
| Carlos de Borja Centellas y Ponce de León | Regno di Spagna                   | Cardinale presbitero di Santa Pudenziana          | Abate ordinario di Alcalá la Real; Patriarca titolare delle Indie occidentali                            | 29/04/1663 | 30/09/1720 | papa Clemente XI   |
| Melchior de Polignac                      | Regno di Francia                  | Cardinale diacono                                 | Gran maestro della Cappella Reale di Francia                                                             | 11/10/1661 | 18/05/1712 | papa Clemente XI   |
| Carlo Maria Marini                        | Repubblica di Genova              | Cardinale diacono di Santa Maria in Aquiro        | Maestro di camera emerito della Corte pontificia                                                         | 13/03/1667 | 29/05/1715 | papa Clemente XI   |